# Coscinaraea wellsi
Coscinaraea wellsi är en korallart som beskrevs av Veron och Marcel Pichon 1980. Coscinaraea wellsi ingår i släktet Coscinaraea och familjen Siderastreidae. IUCN kategoriserar arten globalt som livskraftig. Inga underarter finns listade i Catalogue of Life.